# Reza a Lenda
Reza a Lenda é um filme brasileiro dirigido pelo cineasta Homero Olivetto, com a co-produção da Imagem Filmes, da Globo Filmes e da hollywoodiana Paramount Pictures.  Foi filmado em 2014 nas cidades de Petrolina, Juazeiro e Sobradinho e também contou com atores locais não apenas como figurantes mas também em papéis de destaque, além do preparador de elenco Francisco Accioly. Tendo estreado nos cinemas brasileiros em janeiro de 2016, o longa contou com Cauã Reymond, Sophie Charlotte, e Luisa Arraes como protagonistas e Júlio Andrade e Humberto Martins como os antagonistas principais.

## Sinopse
Em pleno Sertão brasileiro, numa terra sem lei, a sorte favorece apenas os mais fortes e corajosos. Ara (Cauã Reymond), um determinado homem de ação e poucas palavras, é o líder de um bando de motoqueiros armados que acreditam em uma antiga lenda capaz de devolver justiça e liberdade ao povo da região. Quando realizam um ousado roubo, acabam despertando a fúria do cruel e poderoso Tenório (Humberto Martins). Agora, Tenório vai concentrar todas as suas forças em uma perseguição para destruir o bando de Ara e recuperar aquilo que acredita ser seu por direito. Durante a perseguição, o bando resgata a jovem Laura (Luisa Arraes) de um acidente de carro e ela tem que seguir o bando contra a sua vontade, despertando ciúmes em Severina (Sophie Charlotte), a companheira de Ara.

## Elenco
| Ator/atriz       | Personagem      |
| ---------------- | --------------- |
| Cauã Reymond     | Ara             |
| Sophie Charlotte | Severina        |
| Luisa Arraes     | Laura           |
| Humberto Martins | Coronel Tenório |
| Júlio Andrade    | Galego Lorde    |
| Jesuíta Barbosa  | Pica-Pau        |
| Silvia Buarque   | Tereza          |
| Jonathan Azevedo | Zorro da Zorra  |
| Herbert Vital    | Cancão          |
| Aluan Smuk       | Tristão         |
| Nanego Lira      | Pai Nosso       |
| Zezita de Matos  | Dona Deinha     |
| Nataly Rocha     | Cyra            |

## Recepção

### Críticas dos especialistas
O crítico Francisco Russo do site AdoroCinema deu nota 1,5/5 para o filme, ele disse: '' Nos últimos anos até têm surgido algumas iniciativas no cinema de gênero, especialmente suspense e ação, mas quase sempre esbarrando em fórmulas prontas vindas do cinema hollywoodiano, sem a necessária pitada tupiniquim que permita que o espectador não apenas acredite, mas se reconheça na telona. Reza a Lenda, longa-metragem de estreia de Homero Olivetto, é mais um a tentar este caminho - e, também, mais um a fracassar.''

## Prêmios e indicações
| Ano  | Premiação                           | Categoria                           | Indicado                                                        | Resultado |
| ---- | ----------------------------------- | ----------------------------------- | --------------------------------------------------------------- | --------- |
| 2016 | Canal Entreter                      | Melhor Atriz de Cinema              | Sophie Charlotte                                                | Venceu    |
| 2017 | Prêmio Guarani de Cinema Brasileiro | Melhor Ator Coadjuvante             | Jesuíta Barbosa                                                 | Indicado  |
| 2017 | Prêmio Guarani de Cinema Brasileiro | Melhor Figurino                     | Cássio Brasil                                                   | Indicado  |
| 2017 | Prêmio Guarani de Cinema Brasileiro | Melhor Maquiagem                    | Tayce Vale                                                      | Indicada  |
| 2017 | Prêmio Guarani de Cinema Brasileiro | Melhor Efeito Visual                | Binho Carvalho e José Francisco                                 | Indicado  |
| 2017 | Prêmio Guarani de Cinema Brasileiro | Melhor Som                          | Paulo Ricardo Nunes, Miriam Biderman, Ricardo Reis e Paulo Gama | Indicado  |
| 2017 | Grande Prêmio do Cinema Brasileiro  | Melhor Ator                         | Cauã Reymond                                                    | Indicado  |
| 2017 | Grande Prêmio do Cinema Brasileiro  | Melhor Atriz                        | Sophie Charlotte                                                | Indicada  |
| 2017 | Grande Prêmio do Cinema Brasileiro  | Melhor Figurino                     | Cássio Brasil                                                   | Indicado  |
| 2017 | Grande Prêmio do Cinema Brasileiro  | Melhor Melhor Direção de Fotografia | Marcelo Corpanni                                                | Indicado  |
| 2017 | Grande Prêmio do Cinema Brasileiro  | Melhor Maquiagem                    | Tayce Vale                                                      | Indicada  |
| 2017 | Grande Prêmio do Cinema Brasileiro  | Melhor Efeito Visual                | Binho Carvalho e José Francisco                                 | Indicado  |
| 2017 | Grande Prêmio do Cinema Brasileiro  | Melhor Som                          | Paulo Ricardo Nunes, Miriam Biderman, Ricardo Reis e Paulo Gama | Indicado  |